# Open des Pays-Bas (badminton)
Pour les articles homonymes, voir Open des Pays-Bas.
L'Open des Pays-Bas est un tournoi international annuel de badminton organisé par la Fédération néerlandaise de badminton (NBB) depuis 1931. C'est l'un des plus anciens tournois européens avec l'Open d'Angleterre et l'Open de France. 
Depuis 2007, le tournoi se déroule au Topsportcentrum à Almere et il fait partie des tournois professionnels classés Grand Prix par la BWF.
En 2018, il intègre le nouveau circuit mondial BWF World Tour en catégorie Super 100 (dotation de 75 000 $).
À la suite de l'annulation de l'édition 2020 à cause de la pandémie de Covid-19, le tournoi quitte le circuit mondial et devient International Challenge avec une dotation qui descend à 15 000 $. L'édition 2023 quitte Almere pour le Maaspoort Den Bosch de Bois-le-Duc.

## Palmarès
| Année                   | Simple hommes                                       | Simple dames                                        | Double hommes                                       | Double dames                                        | Double mixte                                        |                                                     |
| ----------------------- | --------------------------------------------------- | --------------------------------------------------- | --------------------------------------------------- | --------------------------------------------------- | --------------------------------------------------- | --------------------------------------------------- |
| 1998                    | Roslin Hashim                                       | Zhou Mi                                             | Cheah Soon Kit Choong Tan Fook                      | Huang Nanyan Yang Wei                               | Jon Holst-Christensen Ann-Lou Jørgensen             |                                                     |
| 1999                    | Xia Xuanze                                          | Tang Chunyu                                         | Choong Tan Fook Lee Wan Wah                         | Chen Lin Jiang Xuelian                              | Chen Qiqiu Chen Lin                                 |                                                     |
| 2000                    | Chen Hong                                           | Zhou Mi                                             | Sigit Budiarto Halim Haryanto                       | Helene Kirkegaard Rikke Olsen                       | Chen Qiqiu Chen Lin                                 |                                                     |
| 2001                    | Lee Tsuen Seng                                      | Mia Audina                                          | Jon Holst-Christensen Jesper Larsen                 | Anastasia Russkikh Xu Huaiwen                       | Nathan Robertson Gail Emms                          |                                                     |
| 2002                    | Wong Choong Hann                                    | Mia Audina                                          | Ha Tae-kwon Kim Dong-moon                           | Ann-Lou Jørgensen Rikke Olsen                       | Kim Dong-moon Lee Kyung-won                         |                                                     |
| 2003                    | Lee Hyun-il                                         | Yao Jie                                             | Ha Tae-kwon Kim Dong-moon                           | Lee Kyung-won Ra Kyung-min                          | Kim Dong-moon Ra Kyung-min                          |                                                     |
| 2004                    | Kenneth Jonassen                                    | Pi Hongyan                                          | Howard Bach Tony Gunawan                            | Lena Frier Kristiansen Kamilla Rytter Juhl          | Thomas Laybourn Kamilla Rytter Juhl                 |                                                     |
| 2005                    | Muhammad Hafiz Hashim                               | Xu Huaiwen                                          | Choong Tan Fook Lee Wan Wah                         | Mia Audina Lotte Bruil                              | Robert Mateusiak Nadieżda Kostiuczyk                |                                                     |
| 2006                    | Sairul Amar Ayob                                    | Adriyanti Firdasari                                 | Rian Sukmawan Eng Hian                              | Rani Mundiasti Endang Nursugianti                   | Robert Blair Jenny Wallwork                         |                                                     |
| BWF Grand Prix          |                                                     |                                                     |                                                     |                                                     |                                                     |                                                     |
| 2007                    | Kendrick Lee Yen Hui                                | Li Wenyan                                           | Rian Sukmawan Yonathan Suryatama                    | Ekaterina Ananina Anastasia Russkikh                | Rasmus Bonde Christinna Pedersen                    |                                                     |
| 2008                    | Andre Kurniawan Tedjono                             | Yao Jie                                             | Fran Kurniawan Rendra Wijaya                        | Lena Frier Kristiansen Kamilla Rytter Juhl          | Joachim Fischer Nielsen Christinna Pedersen         |                                                     |
| 2009                    | Chetan Anand                                        | Yao Jie                                             | Kristoff Hopp Johannes Schöttler                    | Valeria Sorokina Nina Vislova                       | Alexander Nikolaenko Valeria Sorokina               |                                                     |
| 2010                    | Sho Sasaki                                          | Juliane Schenk                                      | Hirokatsu Hashimoto Noriyasu Hirata                 | Valeria Sorokina Nina Vislova                       | Alexander Nikolaenko Valeria Sorokina               |                                                     |
| 2011                    | Hsueh Hsuan-yi                                      | Yao Jie                                             | Adam Cwalina Michał Łogosz                          | Duanganong Aroonkesorn Kunchala Voravichitchaikul   | Songphon Anugritayawon Kunchala Voravichitchaikul   |                                                     |
| 2012                    | Eric Pang                                           | Kristina Gavnholt                                   | Alvent Yulianto Chandra Markis Kido                 | Selena Piek Iris Tabeling                           | Mads Pieler Kolding Kamilla Rytter Juhl             |                                                     |
| 2013                    | Wei Nan                                             | Busanan Ongbumrungpan                               | Wahyu Nayaka Ade Yusuf Santoso                      | Bao Yixin Tang Jinhua                               | Danny Bawa Chrisnanta Vanessa Neo Yu Yan            |                                                     |
| 2014                    | Ajay Jayaram                                        | Zhang Beiwen                                        | Baptiste Carême Ronan Labar                         | Eefje Muskens Selena Piek                           | Riky Widianto Richi Puspita Dili                    |                                                     |
| 2015                    | Ajay Jayaram                                        | Kirsty Gilmour                                      | Koo Kien Keat Tan Boon Heong                        | Gabriela Stoeva Stefani Stoeva                      | Ronan Labar Émilie Lefel                            |                                                     |
| 2016                    | Wang Tzu-wei                                        | Zhang Beiwen                                        | Lee Jhe-huei Lee Yang                               | Setyana Mapasa Gronya Somerville                    | Mathias Christiansen Sara Thygesen                  |                                                     |
| 2017                    | Kento Momota                                        | Zhang Beiwen                                        | Liao Min-chun Su Cheng-heng                         | Della Destiara Haris Rizki Amelia Pradipta          | Marcus Ellis Lauren Smith                           |                                                     |
| BWF Tour Super 100      |                                                     |                                                     |                                                     |                                                     |                                                     |                                                     |
| 2018                    | Sourabh Verma                                       | Mia Blichfeldt                                      | Wahyu Nayaka Ade Yusuf Santoso                      | Gabriela Stoeva Stefani Stoeva                      | Marcus Ellis Lauren Smith                           |                                                     |
| 2019                    | Lakshya Sen                                         | Wang Zhiyi                                          | Vladimir Ivanov Ivan Sozonov                        | Gabriela Stoeva Stefani Stoeva                      | Robin Tabeling Selena Piek                          |                                                     |
| 2020                    | Tournoi annulé en raison de la pandémie de Covid-19 | Tournoi annulé en raison de la pandémie de Covid-19 | Tournoi annulé en raison de la pandémie de Covid-19 | Tournoi annulé en raison de la pandémie de Covid-19 | Tournoi annulé en raison de la pandémie de Covid-19 | Tournoi annulé en raison de la pandémie de Covid-19 |
| International Challenge |                                                     |                                                     |                                                     |                                                     |                                                     |                                                     |
| 2021                    | Loh Kean Yew                                        | Kristin Kuuba                                       | Terry Hee Loh Kean Hean                             | Johanna Magnusson Clara Nistad                      | Mikkel Mikkelsen Rikke Søby                         |                                                     |
| 2022                    | Christo Popov                                       | Hsu Wen-chi                                         | Chiu Hsiang-chieh Yang Ming-tse                     | Debora Jille Cheryl Seinen                          | Robin Tabeling Selena Piek                          |                                                     |
| 2023                    | Victor Svendsen                                     | Julie Dawall Jakobsen                               | Rory Easton Zach Russ                               | Debora Jille Cheryl Seinen                          | Callum Hemming Estelle van Leeuwen                  |                                                     |